# Hiperprolactinemia
Hiperprolactinemia  (português brasileiro) ou  Hiperprolactinémia  (português europeu) é o excesso de produção de prolactina (hormônio responsável pela produção do leite). Pode ser classificado em microprolactina e macroprolactina. Geralmente está relacionada a um tumor benigno na hipófise, que pode ser eliminado através de remédios. Para verificar se há ou não um adenoma na hipófise (um tumor benigno) é necessário fazer uma ressonância magnética ou tomografia computadorizada da sela túrcica, situada no crânio. Mesmo que o resultado do exame seja positivo, não é grave, pois pode ser tratado através de remédios e acompanhamento médico, geralmente com um endocrinologista.
Esses tumores benignos da glândula hipófise (ou pituitária) que secretam prolactina são chamados de prolactinomas e não possuem causa bem definida, sendo mutações isoladas de células hipofisárias normais, provavelmente associadas a mutações transmitidas hereditariamente e desencadeadas por fatores externos ou internos, como por exemplo fatores emocionais.
Em alguns casos, pode envolver a ocorrência do mesmo adenoma na mesma família ou estarem associados a adenomatoses endócrinas múltiplas. Nesses casos os pacientes podem exibir tumores funcionantes de paratireóide, pâncreas e supra-renais.
As consequências desse distúrbio no homem são severas, porquanto, sendo um hormônio de prevalência feminina, na formação do leite materno, o distúrbio provoca um choque com a produção de testosterona, inibindo a produção daquele hormônio e vindo a causar, assim, diminuição da libido, irritação, fraqueza muscular e comprometimento da ereção. O tratamento é medicamentoso.
Também pode ser resultado da tomada de medicação de alguns fármacos, como alguns antipsicóticos.